# 羽黑山

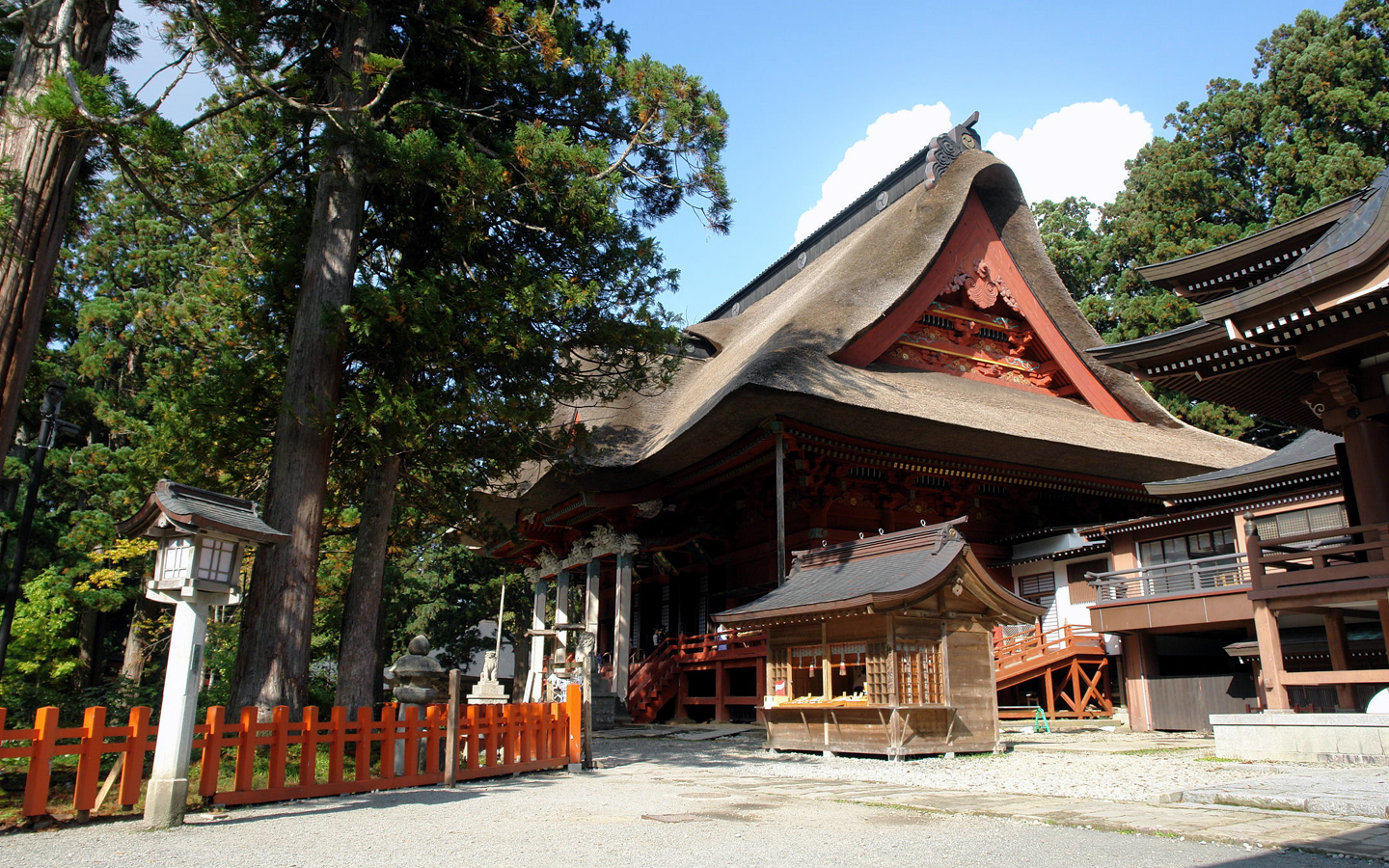
出羽神社

羽黑山（はぐろさん）是山形縣鶴岡市標高414m的山。出羽三山的主峰月山西北山麓的丘陵，不是獨立峰。修驗道的信仰中心之一。山頂有出羽神社。

## 關連項目
- 出羽三山
- 羽黑號重巡洋艦
- 羽黑山政司